# Hulsanpes
Hulsanpes  - rodzaj drapieżnego dinozaura z grupy teropodów z późnej kredy. Czasem zaliczany do prymitywnych ptaków. 

## Nazwa
Znaczenie nazwy tego dinozaura - stopa z Khulsan, od nazwy rejonu Mongolii Khulsan, gdzie skamieniałość była znaleziona i słowa łacińskiego pes czyli stopa. 

## Pożywienie
Mięsożerny.

## Występowanie
Zamieszkiwał Azję (Mongolia) w późnej kredzie, prawdopodobnie w kampanie 83-71 Ma. Znaleziony w formacji Barun Goyot. 

## Odkrycie
Znaleziono kości stopy.

## Opis
Dwunożny, tylne kończyny większe od przednich.
Opisany początkowo jako przedstawiciel dromeozaurów. Gatunek typowy Hulsanpes perlei opisała Halszka Osmólska w 1982. Obecnie gatunek ten zalicza się czasami do pierwotnych ptaków, są też poglądy, że to jest młodociany okaz Velociraptor mongoliensis (Currie 2000) albo inna linia maniraptorów (Norell w: Currie 2000), być może troodon albo dromeozaur. Problemy z przynależnością tego taksonu wynikają głównie z niewielkiej ilości mocno niekompletnego materiału. 